# Pisansin Za-in
Pisansin Za-in (sinh ngày 3 tháng 11 năm 1983) là một cầu thủ bóng đá người Thái Lan. Hiện tại anh thi đấu cho Navy, trước đây từng thi đấu cho Samut Songkhram. Ngày 17 tháng 10 năm 2015 Za-in lập một hat-trick trong chiến thắng bất ngờ 4-2 trước Suphanburi.